# 말레이시아 마다니
말레이시아 마다니(영어: SCRIPT, 중국어: 昌明大馬/창명 말레이시아)는 말레이시아 제10대 총리 안와르 이브라힘 (Anwar Ibrahim)이 2023년 1월에 발표한 국가 지도 정책 중 하나이다. 일반적으로 말레이시아 마다니는 다문화 사회의 조화, 지속 가능한 발전 및 선진적 거버넌스에 중점을 둔다.

## 정책 설명
말레이시아 마다니는 여섯 가지 원칙을 기반으로 한다: 지속 가능성, 복지, 창의성, 존중, 신뢰, 그리고 선의 (말레이어: kemampanan, kesejahteraan, daya cipta, hormat, keyakinan, ihsan /영어:Sustainability, Care & Compassion, Respect, Innovation, Prosperity, Trust). 또한, 말레이시아 마다니는 여덟 가지 측면을 강조한다.
| - 경제 - 금융 - 법률 - 교육 | - 사회 - 문화 - 도시 - 농촌 |

## 역사
말레이시아 마다니 개념은 원래 2022년 10월 2일 도르셋 수방 호텔에서 출간된 책에서 발표되었으며, 이는 다토 스리 안와르 이브라힘이 총리로 임명되기 약 한 달 전이었다. 국가 정책으로서의 말레이시아 마다니는 2023년 1월 19일 푸트라자야에서 공식적으로 발표되었다.

## 같이 보기
- 이전 리더십 원칙
  - 비전 2020 ( 마하티르 모하마드 )
  - 이슬람 하다리 ( 압둘라 빈 바다위 )
  - 1말레이시아 ( 나집 라작 )
  - 뉴 말레이시아 ( 마하티르 모하마드 )
  - 말레이시아 배려 ( Muhyiddin Yassin )
  - 말레이시아 가족 ( Ismail Sabri Yaakob )